# Malaysian Open
För tennisturneringen, se Proton Malaysian Open.
Malaysian Open är en golftävling på PGA European Tour och Asian Tour.
Malaysian Open spelades första gången 1962 men det var 1999 som den blev en del av Europatouren. Sedan 2006 heter tävlingen Maybank Malaysian Open efter dess sponsor. Tidigare hette den Carlsberg Malaysian Open (2001-2005), Benson and Hedges Malaysian Open (2000) och Benson and Hedges Malaysian Open presented by Carlsberg (1999). 
2005 var prissumman 1,21 miljoner dollar och bland vinnarna av tävlingen finns den tidigare världsettan Vijay Singh.

## Segrare
| År   | Segrare          | Nationalitet |
| 2008 | Arjun Atwal      | Indien       |
| 2007 | Peter Hedblom    | Sverige      |
| 2006 | Charlie Wi       | Sydkorea     |
| 2005 | Thongchai Jaidee | Thailand     |
| 2004 | Thongchai Jaidee | Thailand     |
| 2003 | Arjun Atwal      | Indien       |
| 2002 | Alastair Forsyth | Skottland    |
| 2001 | Vijay Singh      | Fiji         |
| 2000 | Wei-Tze Yeh      | Taiwan       |
| 1999 | Jerry Norquist   | USA          |